# Tristira
Tristira es un género de plantas de la familia Sapindaceae. Contiene cinco especies

## Especies seleccionadas
- Tristira celebica
- Tristira harpullioides
- Tristira penangensis
- Tristira pubescens
- Tristira triptera

- Datos: Q9090198
- Especies: Tristira (Sapindaceae)